# Mother's Child
Mother's Child é um curta-metragem mudo norte-americano de 1916, do gênero comédia estrelado por Oliver Hardy e Kate Price.

## Elenco
- Oliver Hardy - Babe (como Babe Hardy)
- Kate Price - Mãe da Babe
- Joe Cohen - Tom
- Florence McLaughlin - Florence (como Florence McLoughlin)